# Сёстры (альбом)
Сёстры — 11-й студийный альбом прогрессив-дарк-фолк группы «Рада и Терновник». Поступил в продажу 15 апреля 2016 года, в тот же день презентация пластинки состоялась в московском клубе «Театръ». Альбом издан на лейбле «Выргород», распространением диска занимается «Союз Мьюзик».
На альбоме представлены как новые композиции, так и заново аранжированные старые. Также исполнена народная песня «Дороженька», сделанная по мотивам аранжировки Владимира Миклошича.
Финансирование проекта осуществлялось с привлечением краудфандинга, на платформе planeta.ru.

## Список композиций
| №                   | Название                | Длительность |
| ------------------- | ----------------------- | ------------ |
| 1.                  | «Дороженька»            | 4:08         |
| 2.                  | «Когда будет тепло»     | 3:49         |
| 3.                  | «Ладная»                | 4:41         |
| 4.                  | «Княгиня»               | 4:25         |
| 5.                  | «Скоморохи»             | 3:37         |
| 6.                  | «Сестра моя»            | 4:58         |
| 7.                  | «Ты будешь танцевать»   | 5:07         |
| 8.                  | «Зима (Летописи)»       | 5:50         |
| 9.                  | «Женитьба»              | 2:33         |
| 10.                 | «На Блаженных островах» | 6:34         |
| Общая длительность: | Общая длительность:     | 45:42        |

## Состав
- Рада Анчевская — вокал, стихи и песни
- Владимир Анчевский — гитары, электроника
- Таисия Кислякова — виолончель, вокал (7,10)
- Дмитрий Шишкин — скрипка
- Владимир Кисляков — бас-гитара, электроника
- Дмитрий Синельников — ударные
- Сергей Захаров — ударные (3)
- Ульяна Шулепина — вокал (1,10)
- Елена Мушникова — вокал (4,10), окарина (1)
- Виталий Погосян — дудук (11)
- Юрий Тресков — калюка (1)
- Павел Боев — колёсная лира (1)
- Иван Лубяный — запись, звукорежиссёр группы.